# ジュエル・デ・ナイル
ジュエル・デ・ナイル（Jewel De'Nyle、1976年※8月5日 - ）は、アメリカ合衆国出身のポルノ女優およびポルノ映画監督。この芸名は1985年の映画『ナイルの宝石』に因んで名付けられたと言われる。スペイン人、シチリア人、イングランド人の血を引いている。

## 来歴
その成人娯楽産業におけるキャリアは故郷コロラドのストリップクラブから始まった。より大きな稼ぎを求めて南カリフォルニアに移り、多くの男性誌のグラビアページを飾った。アダルトモデルとしての頂点はハスラー誌の見開きページを飾った事であった。また2000年代初めはフォックス誌のグラビアの常連であった。1998年にハードコアポルノ映画デビュー。デビュー後も踊りの巡業は続け、撮影の無い時はアメリカ全土とカナダを巡っている。
一時期ポルノ映画企画制作会社ニュー・センセーションズの契約女優であった。2年以上にわたりポルノ男優ピーター・ノースと交際していた。
2003年にカリフォルニア州サンフェルナンド・バレーのプラチナムXピクチャーズというポルノ製作会社の創立共同所有者になったが、2006年に同社から去っている。
母親もまたデ・ベラ(De' Bella) の名でポルノ女優となった。のちには母親が業界で名声を得るために娘の名前を利用したとのことで、母親との法廷闘争に巻き込まれもした。
2009年1月時点で70本を越える映画の監督を務めている。

## 受賞
- 1999年 XRCO賞 最優秀新人女優[10]
- 1999年 Hot d'Or 最優秀アメリカ人新人女優[11]
- 2000年 XRCO 年間最優秀女優[10]
- 2000年 XRCO 最優秀男女セックスシーン - 『Xxxtreme Fantasies Of Jewel De'Nyle』[10]
- 2001年 XRCO 年間最優秀女優[10]
- 2001年 XRCO オーガズミック・アナリスト[10]
- 2001年 XRCO 最優秀レズビアンシーン - 『No Man's Land 33』[10]
- 2001年 AVN  年間最優秀女優[12]
- 2001年 AVN 最優秀レズビアンシーン（ビデオ） - 『Dark Angels』[12]
- 2003年 XRCO  最優秀男女セックスシーン - 『Babes in Pornland 14: Bubble Butt Babes』[10]
- 2003年 AVN 最優秀アナルセックスシーン（ビデオ） - 『Babes in Pornland: Interracial Babes』[12]
- 2009年 AVN殿堂入り[13]
- 2009年 XRCO殿堂入り[14]